# David N. Livingstone
Pour les articles homonymes, voir Livingstone (homonymie).
David Noel Livingstone, né le 15 mars 1953, est un géographe britannique, spécialiste d'histoire de la géographie, enseignant la géographie et l'histoire des idées à l'Université Queen's de Belfast.

## Formation et carrière académique
David Livingstone est né en Irlande du Nord et suit des études de géographie à l'Université Queen's de Belfast où il obtient son doctorat en 1982 grâce à une thèse intitulée "Nature, Man and God in the Geography of Nathaniel S. Shaler". 

## Principales publications
- Livingstone, D. N. (2014). Dealing with Darwin : place, politics, and rhetoric in religious engagements with evolution. Johns Hopkins University Press.
- Livingstone, D. N. et Agnew, J. A. (2011). The Sage handbook of geographical knowledge. SAGE
- Livingstone, D. N., Jöns, H. et Meusburger, P. (2010). Geographies of science, Springer.
- Livingstone, D. N. (2003). Putting science in its place: geographies of scientific knowledge. University of Chicago Press. Deux éditions : 2003 et 2013.
- Livingstone, D. N. (2001). Darwin's forgotten defenders. Regent College Publishing.
- Livingstone, D. N., et Withers, C. W. (1999). Geography and enlightenment. University of Chicago Press.
- Livingstone, D. N. (1995). The spaces of knowledge: contributions towards a historical geography of science. Environment and planning D, 13, 5-5.
- Livingstone, D. N. (1993). The geographical tradition: episodes in the history of a contested enterprise. Wiley-Blackwell.

## Récompenses et distinctions
- Fellow de la British Academy, 1995.
- Back Award de la Royal Geographical Society, 1997.
- Membre de la Royal Irish Academy, 1998.
- Centenary Medal, Royal Scottish Geographical Society, 1998.
- British Academy Research Reader, 1999-2001.
- Templeton Foundation Lecture Prize, 1999.
- Fellow de la Royal Society of Arts, 2001
- OBE, "for services to Geography and History", 2002.
- Membre de l'Academia Europaea, 2002.
- Médaille d'or en sciences sociales, Royal Irish Academy, 2008.
- Membre correspondant, Académie internationale d'histoire des sciences, 2011.
- Founder's Medal, Royal Geographical Society, 2011.
- Docteur honoris causa, Université d'Aberdeen, 2013.